# Les Princes de Florence
Les Princes de Florence (Die Fürsten von Florenz) est un jeu de société créé par Wolfgang Kramer et Richard Ulrich en 2000. Il a été publié en allemand par Alea et en anglais par Rio Grande sous le nom The Princes of Florence. Une version française a été publiée par Ystari Games en 2007.
C'est un jeu pour 2 à 5 joueurs de 12 ans et plus.

## Règle du jeu
Vous êtes à la tête d'une riche famille de la renaissance italienne et votre seule préoccupation est votre prestige. Or, à cette époque, la création, qu'elle soit artistique, scientifique ou littéraire est à l'honneur.
Vous prenez donc sous votre aile quelques personnes talentueuses, et faites en sorte de leur offrir un environnement de travail agréable. Plus cet environnement leur conviendra, plus ils créeront des œuvres remarquables, et plus votre renommée sera élevée.

### Contenu de la boîte
- 5 plateaux individuels sur lesquels prendront place la plupart des éléments du jeu. Ils font également office d'aides de jeu très complètes.
- Une échelle de prestige, qui correspond en fait au tableau des scores.
- 30 jetons bâtiments et 18 paysages.
- 6 pions artisans.
- 7 pions saltimbanques.
- 12 jetons libertés.
- 60 cartes : 21 de profession, 14 de prestige, 5 de recrutement et 20 de bonus.
- 6 pions, 5 marqueurs de scores et un indicateur de tour.
- 6 autres pions, 5 + 1 indicateur de premier joueur
- Des pièces de 100, 500 et 1000 florins.

### Préparation du jeu
Chaque joueur reçoit 3500 florins (2500 florins à 2 joueurs), un plateau individuel, un pion, une figurine et quatre cartes profession. Parmi ses quatre cartes profession, chacun en choisit trois qu'il conserve et en remet une dans la pile.

### Déroulement d'une partie
Chaque tour de jeu est composée de deux phases, une phase d'enchère, puis une phase d'action.

#### Phase d'enchère
Les forêts, étangs, parcs, artisans, saltimbanques, cartes prestiges et cartes recrutement sont les enjeux de cette phase à laquelle tous les joueurs prennent part ensemble.
Le premier joueur, désigne un objet pour lequel il souhaite démarrer les enchères. Les autres joueurs peuvent enchérir ou passer. Lorsque tous les joueurs, sauf 1, ont passé, ce dernier gagne l'objet correspondant.
Un nouvel objet est désigné pour l'enchère suivante. Le gagnant de la précédente ne peut pas participer. Il y aura autant d'enchères que de joueurs autour de la table, de façon que chacun puisse acheter un objet. Cependant, un type d'objet ne peut être mis aux enchères qu'une seule fois par tour.
L'intérêt des forêts, des étangs, des parcs et des saltimbanques est d'augmenter la valeur artistique des œuvres qui seront créées par la suite. Celui des artisans est de diminuer le coût de construction des bâtiments et de permettre que deux bâtiments construits dans le domaine se touchent, alors que c'est initialement interdit.
Les cartes prestige sont quant à elles des contrats, qui, s'ils sont remplis à l'issue de la partie, rapporteront des points supplémentaires de prestige au joueur. Alors que les cartes de recrutement, permettent, comme leur nom l'indique, de recruter un personnage ayant déjà été utilisé par un adversaire (un personnage qui a déjà créé une œuvre), à n'importe quel moment de la partie.
Enfin, lorsqu'un joueur construit un bâtiment, place une 2e forêt, un 2e étang ou un 2e parc, il gagne immédiatement 3 points de prestige.

#### Phase d'action
Chacun leur tour, les joueurs vont pouvoir réaliser 2 actions parmi 5 :
- Créer une œuvre.
- Construire un bâtiment.
- Acheter une carte profession.
- Acheter une carte bonus.
- Instituer une liberté.

Réaliser une œuvre correspond à jouer devant soi, une carte profession. Il faut pour cela que la valeur artistique de l'œuvre soit supérieure à une valeur minimale indiquée sur le tableau des scores. Cette valeur minimale nécessaire augmente à chaque tour.
Chaque professionnel a en effet ses préférences concernant son environnement de travail : un type de bâtiment, un type de paysage et un type de liberté. Toute préférence satisfaite rapporte des points de valeur artistique, auxquels s'ajoutent des points supplémentaires pour chaque saltimbanque et chaque carte profession. Il est également possible de gagner encore quelques points en jouant une carte bonus.
Le total des points de valeur artistique est multiplié par 100 et rapporte le nombre correspondant de florins au joueur. Il peut alors choisir de dépenser l'argent qu'il vient de recevoir (totalement ou partiellement) pour acheter des points de prestige, ou de le conserver pour les prochaines enchères.
Mis à part la création d'une œuvre, qui rapporte de l'argent, toutes les autres actions sont payantes.
À la fin du tour, on compare la valeur de toutes les œuvres réalisées pendant le tour. Le joueur qui a réalisé l'œuvre ayant la plus grande valeur gagne 3 points de prestiges supplémentaires.

### Fin de la partie
À l'issue de 7 tours de jeu, les joueurs ayant des cartes prestiges les révèlent et s'ils remplissent les conditions demandées avancent leurs marqueurs de prestige du nombre de points indiqué.
Le joueur le plus avancé sur l'échelle de prestige est alors déclaré vainqueur. Il ne faut pas oublier de rajouter au total les points gagnés par les cartes de prestige.

## Extensions
En 2009,  Ytsari publie l'extension Muse et Princesse (nommé The Muse and the Princess par Rio Grande). Celle-ci a été aussi distribuée avec l'ensemble d'extensions Treasure Chest par Alea, à l'occasion du 10è anniversaire de l'éditeur. 

## Récompenses
- International Gamers Awards multijoueur 2001
- Tric Trac d'or  2007
- Nederlandse Spellenprijs  2007[3]